# أحمد فريد (لاعب كرة قدم)
أحمد محمد فريد لاعب كرة قدم مصري ، ويلعب حاليًا لنادي مصر للمقاصة في مركز الدفاع.